# Tour d'Escandinàvia femení
El Tour d'Escandinàvia fou una cursa femenina de ciclisme per etapes celebrada a Noruega, Suècia i Dinamarca a l'agost. Formava part de la UCI World Tour femení. Succeïa la Ladies Tour of Norway.
L'esdeveniment havia de ser rebatejat com a Batalla del Nord, però la guerra d'Ucraïna va empènyer l'organitzador a anomenar-lo Tour d'Escandinàvia.
L'edició de 2024  va ser suspesa per motius econòmics i al gener de 2025 es va anunciar la seva cancel·lació definitiva pel mateix motiu.

## Palmarès
| Any  | Vencedora             | Segona                | Tercera         |         |
| ---- | --------------------- | --------------------- | --------------- | ------- |
| 2022 | Cecilie Uttrup Ludwig | Liane Lippert         | Alexandra Manly |         |
| 2023 | Annemiek van Vleuten  | Cecilie Uttrup Ludwig | Amber Kraak     |         |
| 2024 | suspesa               | suspesa               | suspesa         | suspesa |
| 2025 | suspesa               | suspesa               | suspesa         | suspesa |